# Alfons VIII.

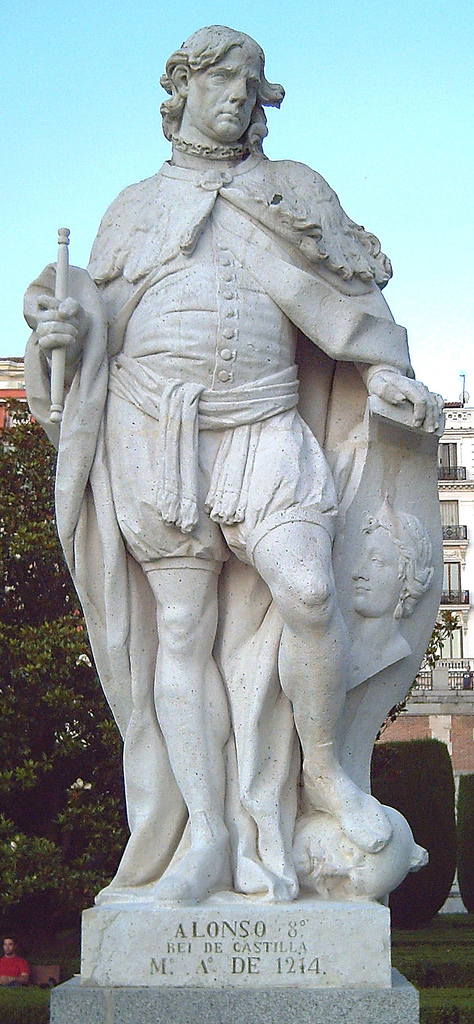
Statue Alfons’ VIII. in Madrid (Juan de Villanueva Barbales, 1753)

Alfons VIII. el Noble, der Edle oder el de Las Navas (* 11. November 1155 in Soria; † 5. oder 6. Oktober 1214 in Gutierre-Muñoz, Provinz Ávila) war von 1158 bis 1214 König von Kastilien.

## Leben

### Herkunft
Alfons VIII. war ein Sohn König Sancho III. von Kastilien (reg. 1157–1158) und der Blanca Garcés von Pamplona, einer Tochter des Königs García IV. von Navarra. Nachdem seine Mutter Blanka bereits am 12. August 1156 verstorben war, folgte ihr Sancho nach nur einjähriger Regierung ins Grab nach.

### Vormundschaft und Machtkämpfe
König Ferdinand II. von León (reg. 1157–1188) beanspruchte im August 1158 die Vormundschaft für den verwaisten Neffen und rückte mit Truppen in Kastilien ein. Sowohl die Adelshäuser Lara und Castro, wie auch der Onkel des Jungen, Ferdinand II. von León beantragten die Regentschaft über Kastilien. Die beiden Häupter des verfeindeten Adels, Gutierre Fernández de Castro und Nuño Pérez de Lara, versuchten den Knaben in ihre Gewalt zu bringen. Die Rivalität führte zum Krieg, der junge Alfonso kam dabei kurz in die Obhut des Grafen García Garcés de Aza. Dieser war aber nicht wohlhabend genug, um ihn ausreichend unterstützen zu können. Schließlich gelang es den Grafen von Lara, den jungen König 1159 in ihren Einflussbereich zu bekommen. Gleichzeitig benutzte König Sancho VI. von Navarra die Wirren und besetzte Logroño und große Gebiete von La Rioja, während Ferdinand von León die Stadt Burgos angriff. Im März 1160 schlugen die Truppen unter Nuño Pérez de Lara die Soldaten der Castro bei Lobregal, die Vormundschaft über den König verblieb bei Graf Manrique Pérez de Lara. Die weiterhin ausgehende Gefahr durch den König von León, des Verbündeten der Castro, machte die Verlegung des Prinzen ins sichere Soria notwendig, hier verblieb er bis 1162. Alfons kam dann in die Obhut der königstreuen Stadt Ávila. 1166 konnte der kastilische Adel die Residenz Toledo aus den Händen Ferdinands zurückgewinnen.

### Übernahme der Regierung
Nach dem Erreichen seiner Volljährigkeit am 11. November 1169 löste sich Alfonso VIII schrittweise aus der Bevormundung der Lara und konnte seine Position als König von Kastilien erheblich verbessern. Sein erstes Ziel als Monarch war die Rückgewinnung aller während seiner Minderjährigkeit verlorenen Gebiete Kastiliens. Im Jahr 1170 schloss er in Saragossa einen Beistandspakt mit König Alfons II. (reg. 1162–1196) von Aragón. Seine vom Thronrat beschlossene Ehe mit Eleonore Plantagenet, einer Tochter Heinrich II. von England aus seiner Ehe mit Eleonore von Aquitanien, brachte Kastilien die Grafschaft Gascogne als Mitgift ein. Im Jahr 1174 einsetzende Angriffe der Almohaden zwangen die christlichen Kontrahenten zu anderweitigen militärischen Schwerpunkten, die Stadt Uclés wurde zum Ausgangsort einer Offensive gegen die Muslime, die ihren Höhepunkt am 21. September 1177 mit Rückeroberung von Cuenca erreichte.
Nach dem Tod des Grafen Nuño Pérez de Lara (1177) erreichte Alfons die vollständige Machtposition seines Königtums zurück. Am 20. März 1179 unterzeichnete er in Cazola mit Aragón einem weiteren Bündnisvertrag, in dem Alfons II. alle Rückeroberungen in Valencia und Denia, sowie Jativa zugestanden wurde. Kastilien andererseits wurden die Gebiete in Murcia und weiterer Besitz bis über den Hafen von Biar zugestanden.
Nach dem Tode Ferdinands II. im Januar 1188 rückte Alfons sofort in León ein; unterstützt von den aufständischen Haro eroberten seine Truppen die Burg Coyanza. Alfons traf im Mai 1188 mit seinem Cousin, dem neugekrönten König Alfons IX. in Carrión de los Condes zusammen und erreichte vorläufig einen Ausgleich. Nach dieser Abmachung musste die älteste Tochter Berenguela später (1198) Alfons IX. heiraten; Papst Innozenz III. annullierte die Ehe aber bereits 1203 wegen des zu nahen Verwandtschaftsgrades der beiden, woraufhin Berenguela mitsamt ihren Kindern an den kastilischen Hof ihres Vaters zurückkehren musste.
Am 7. September 1190 näherten sich die Reiche Navarra und Aragón im Vertrag von Borja an, am 12. Mai 1191 schlossen sich dann León, Portugal und Aragón in Huesca zu einem Bündnis zusammen, das Alfons als eindeutig gegen Kastilien gerichtet ansah. Zwischen 1194 und 1196 traten nach dem Tode der Könige von Navarra und Aragón und der Bedrohung aus dem Süden neue Konstellationen ein, die die alten Machtblöcke auflösten.

### Interne Maßnahmen
Alfons hielt unbedingte Treue gegenüber dem Papsttum und stellte untergegangene Bistümer in Albarracín und Cuenca wieder her. Er unterstützte neue Ordensgemeinschaften, wie den Predigerorden der Dominikaner und die Barfüßer, die neben den Zisterziensern und Prämonstratensern Bedeutung erlangt hatten. Ebenso bedeutend als Gesetzgeber, verlieh der König vielen Gemeinden weitgehende Stadtrechte, von denen das Recht von Cuenca besondere Bedeutung erlangte. Seine Maßnahmen zu Hebung des Bildungsstandes waren durch den Ausbau von Domschulen, in einer späteren Phase durch die Gründung von Universitäten gekennzeichnet. Die Universität Palencia wurde vom König 1208 gegründet.

### Kampf gegen die Almohaden
Im Jahre 1190 konnte Kalif Yaʿqūb al-Mansūr die christlichen Könige von Kastilien und León zum Waffenstillstand zwingen, nachdem er deren Angriffe in Andalus abgewehrt hatte. Alfons verband sich nach Beilegung der Fehden mit Aragón und Navarra mit den Königen von León und Navarra erneut gegen die Mauren (1193). Nach Ablauf des Waffenstillstandes, fiel er erneut in al-Andalus ein (1194). Am 19. Juli 1195 unterlag er dem Gegenangriff der Almohaden unter Yaqub in der Alarcos in der Sierra Morena. Alfons und die Reste seines Heeres flohen nach Toledo, während Yaqub nach Sevilla zurückkehrte. 
Kastilien und León kamen infolge neuer Bedrohungen in Cabreros zu einem Ausgleich (1206), Erzbischof Rodrigo Jiménez de Rada von Toledo vermittelte am 29. Oktober 1207 zwischen Kastilien und Navarra den Frieden von Guadalajara. Im Sommer 1211 überquerten die Almohaden ihrerseits mit einem großen Heer die Straße von Gibraltar, überfielen die christlichen Gebiete und eroberten im September 1211 die Burg Salvatierra des Calatravaordens bei Toledo. Papst Innozenz III. rief zum Kreuzzug auf, Rodrigo Jiménez de Rada organisierte ein neues Bündnis der Königreiche Portugal, León, Kastilien, Navarra und Aragón gegen die Almohaden. 
Nachdem die Königin Eleonor mehrere Töchter geboren hatte, war dem König am 29. September 1189 der ersehnte Infant Ferdinand von Kastilien geschenkt worden, dieser ergriff noch das Kreuz, verstarb aber überraschend mitten in den Kriegsvorbereitungen im Oktober 1211. Das Kreuzritterheer versammelte sich Ende Mai 1212 in Toledo. Das christliche Heer bestand neben dem kastilischen Kontingent aus Aragoniern unter Führung von Peter II., einem Kontingent des Königs von León und einem Kontingent aus „Francos“ (französische Kreuzfahrer) mit den Prälaten Arnold Amalrich von Narbonne an der Spitze. Anfang Juni brach die Armee zum ersten Feldzug in Richtung Süden auf. Die Stadt Calatrava la Vieja, die den Zugang zu Al-Andalus schützte, wurde bald eingenommen. Der Rückzug wurde eingeleitet, die Anhänger Amalrichs waren fanatische Kämpfer und verstanden nicht, warum Alfons VIII. die muslimische Bevölkerung der Stadt verschonte. Alfons VIII. sah in den Muslimen einfach neue Untertanen, die es galt zu guten Steuerzahlern zu formen. Am 24. Juni 1212 verließ die christliche Armee zu einem weiteren Angriff erneut Toledo. Die Kreuzritter durchquerten die Sierra Morena auf Wegen, die von den Mauren nicht überwacht wurden und schafften es den Despeñaperros-Pass unbemerkt zu überschreiten. Anfang Juli 1212 war das Heer mit provenzalischer Hilfe erheblich verstärkt worden, am 16. Juli wurde in der Las Navas de Tolosa ein großer Sieg über die Almohaden unter Mohammed an-Nasir errungen. Alfons VIII. begann umgehend mit der Verfolgung und zwang den Feind nach Marokko überzusetzen. Außer der Eroberung von Baeza und der Besetzung des Guadalquivir-Tals durch die Christen hatte die Schlacht bei Las Navas de Tolosa keine unmittelbaren Folgen, der Sieg eröffnete aber den Weg zur Reconquista, der weiteren Eroberung des Südens der iberischen Halbinsel.
Des Königs Versuche, die Grafschaft Gascogne dauernd mit Kastilien zu vereinen gelangen ihm am Ende seines Lebens nicht mehr. Alfons VIII. starb am 5. Oktober 1214, sein einziger lebender Sohn Heinrich I. war erst 10 Jahre alt war, die Regentschaft wurde Álvaro Núñez de Lara übertragen. Der König wurde in einem Sarkophag des von ihm gegründeten Kloster Las Huelgas bei Burgos beigesetzt.

## Nachkommen

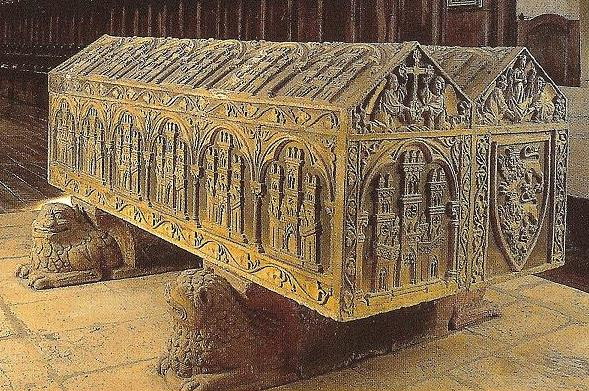
Doppelsarkophag Alfons’ VIII. und der Eleonore von Kastilien

Er war seit 1176 verheiratet mit Eleanor Plantagenet (* 1162; † 1214), Tochter des englischen Königs Heinrich II. und dessen Ehefrau Eleonore von Aquitanien. Mit ihr hatte er die folgenden Kinder:
- Berenguela (* 1180; † 1246), 1217 Königin von Kastilien

1. ⚭ Konrad II., Herzog von Schwaben
2. ⚭ Alfons IX. von Léon

- Sancho (* 1181), Prinz von Kastilien
- Sancha (* 1182; † 1184), Prinzessin von Kastilien
- Urraca (* 1186; † 1220) ⚭ Alfons II., König von Portugal.
- Blanka (* 1188; † 1252) ⚭ Ludwig VIII., König von Frankreich
- Ferdinand (* 1189; † 1211), Prinz von Kastilien
- Mafalda (* 1191; † 1204), Prinzessin von Kastilien
- Heinrich (* 1192), Prinz von Kastilien
- Konstanze (* 1196)
- Eleonore († 1244) ⚭ Jakob I., König von Aragón
- Heinrich I. (* 1204; † 1217), König von Kastilien

## Rezeption
Die Figur Alfonsos in Lion Feuchtwangers Roman Die Jüdin von Toledo und in Grillparzers Trauerspiel Die Jüdin von Toledo bezieht sich auf Alfons VIII.